# Équipe de Pologne de rugby à XIII
L'équipe de Pologne de rugby à XIII est l'équipe qui représente la Pologne dans les compétitions internationales. Elle regroupe les meilleurs joueurs polonais (ou d'origine polonaise) de rugby à XIII.

## Histoire
Le rugby à XIII en Pologne doit son existence à un passionné qui a découvert le sport sur internet en 2011 et qui, tout de suite, a pensé que ce serait une bonne idée d’initier à sa pratique  les jeunes de sa ville, celle de Lódz
Mais l'année officielle de la création de la fédération polonaise est 2015. Deux années supplémentaires sont cependant nécessaires à la jeune fédération pour se voir reconnaitre le statut d'observateur par la Rugby League International Federation.
Les Polonais disputent leur premier match officiel le 1er septembre 2018 face à la Norvège sur le stade de cette dernière, le Viking Stadion à Stavanger l'équipe étant composée des joueurs suivants : Sebastian Puchalski (KS Budowlani Łódź), Krzysztof Ignatowski, Michał Smykowski (Sandnes Raiders), Kamil Dziubek, Jakub Jastrzębowski, Seweryn Smolis (Sparta Brzeziny), Jacek Kolasa, Mateusz Kowalewski, Łukasz Łucka, Emil Petit, Tadeusz Rusek, Krzysztof Tonn, Jonathan Tutak, Michał Wójcik (Sroki Łódź), Dawid Wożniak (Stryków Bulls), Mateusz Dziąg (Skierniewice Razorbacks), Łukasz Łukasiewicz (Wild Bears Tomaszów Mazowiecki).

## L'entrée dans le rugby à XIII international: le championnat des nations émergentes de 2018
A l'issue du tirage au sort, la Pologne est versée dans la poule C , avec le Japon, Hong Kong, les Salomon et la Turquie. A noter que les modalités de l'organisation de cette poule sont particulières , puisqu'elle ne rencontrera pas toutes les autres équipes, mais uniquement Honk Kong (le 4 octobre 2018) , et le Japon (le 7 octobre 2018).
Cette poule ne permet pas d’accéder aux demi-finales de la Coupe mais à un tournoi secondaire le Trophy qui permet d’accéder de la 5ème à la 7ème place.
Il s'agit de sa première participation officielle à un tournoi international. 
Pour cette compétition , l'équipe nationale est « coachée » par Lee Addison, un ancien de la NRL. 
Elle remporte finalement le Trophy en battant les Philippines en finale sur le score de 14 à 10. 

## Test-matchs  en 2019
L'année 2019 est riche en test-matchs pour les polonais.
L'équipe nationale  accueille sur son sol  le premier test match de sa jeune histoire. Elle accueille ainsi  la République Tchèque le 28 septembre,  la Suède le 12 octobre et la Norvège le 19 octobre.

## Personnalités et joueurs emblématiques
En 2018, le joueur de 29 ans, d'origine polonaise par ses grands-parents,  Chippie Korostcuk, s'illustre lors du Championnat du monde de rugby à XIII des nations émergentes 2018, en permettant à son équipe de prendre la cinquième place du  tournoi et en étant l'auteur de six essais .